# Gurken
Die Gurken (Cucumis) bilden eine Pflanzengattung innerhalb der Familie der Kürbisgewächse  (Cucurbitaceae). Die etwa 52 Arten haben Areale in tropischen bis gemäßigten Gebieten. 30 Cucumis-Arten kommen in Afrika vor, 25 in Indien, Südostasien und Australien.

## Beschreibung

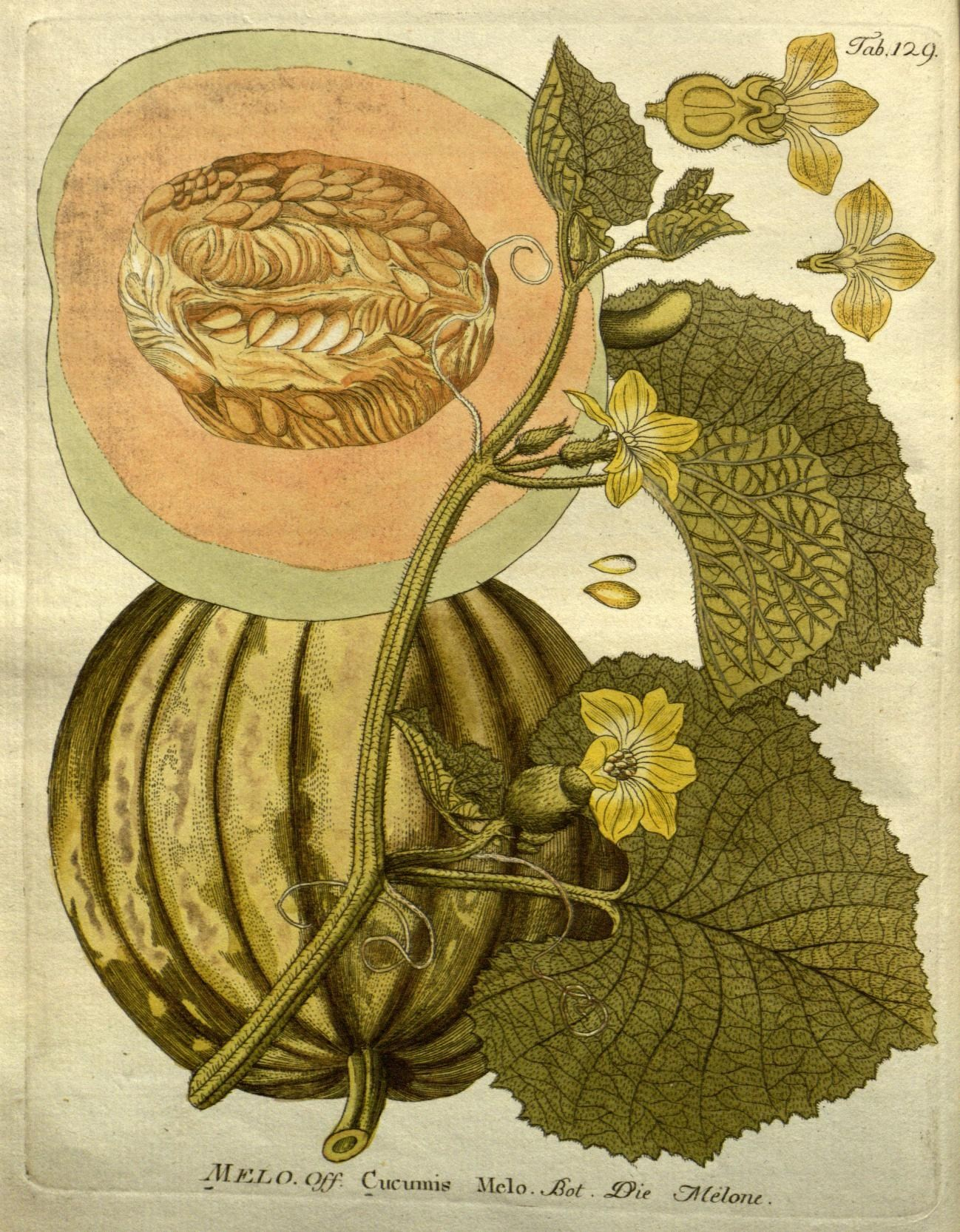
Illustration aus Icones plantarum medico-oeconomico-technologicarum der Zuckermelone (Cucumis melo)

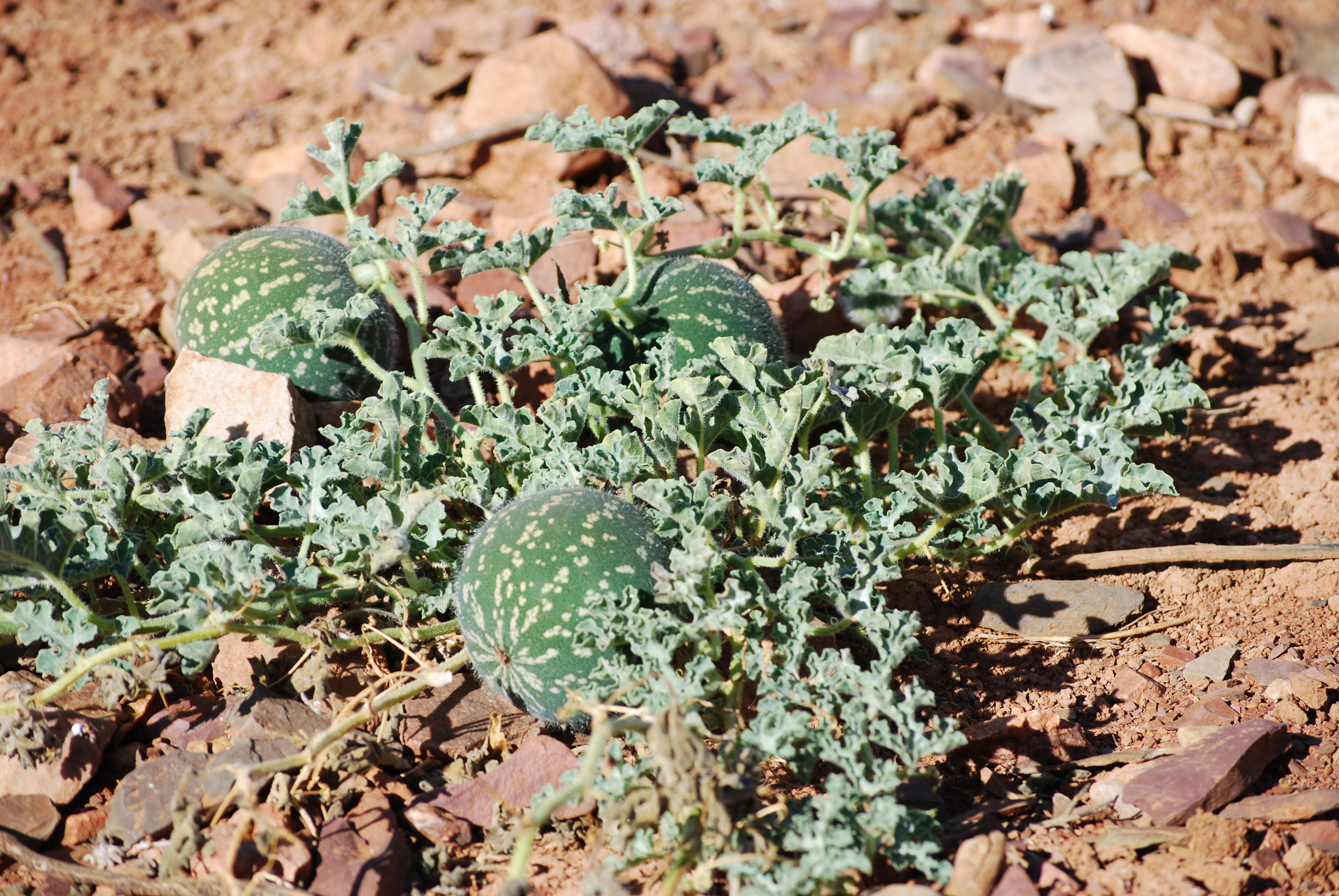
Cucumis myriocarpus

### Vegetative Merkmale
Cucumis-Arten sind meist rankende, ein- bis mehrjährige, krautige Pflanzen. Die oberirdischen Pflanzenteile sind oft raubehaart. Die meist wechselständig und spiralig an den Stängeln angeordneten Laubblätter sind in Blattstiel und Blattspreite gegliedert. Die Blattspreite kann ungeteilt oder drei- bis fünflappig handförmig geteilt sein. Der Blattrand kann glatt bis gezähnt sein. Nebenblätter fehlen.

### Generative Merkmale
Die Blüten sind meist eingeschlechtig, zwittrige kommen nur selten vor. Die Cucumis-Arten sind ein- (monözisch) oder zweihäusig (diözisch). Die weiblichen Blüten sitzen einzeln, die männlichen stehen zu mehreren in den Blattachseln. 
Die gestielten oder sitzenden Blüten sind radiärsymmetrisch, fünfzählig und haben ein doppeltes Perianth. Die fünf Kelchblätter sind verwachsen, die fünf  Kronblätter sind glockenförmig verwachsen. In den männlichen und zwittrigen Blüten ist nur ein Kreis mit drei fertilen Staubblättern vorhanden. In den weiblichen und zwittrigen Blüten ist ein Fruchtblatt vorhanden, oder zwei bis fünf Fruchtblätter sind zu einem unterständigen, parakarpen (= der Fruchtknoten ist nicht durch Septen unterteilt) Fruchtknoten verwachsen. Die Gurken besitzen einen Griffel mit einer meist dreilappigen Narbe. Sie werden von Insekten bestäubt (Entomophilie). 
Botanisch gesehen sind die Früchte Beeren; bei Naturformen weisen sie einen Durchmesser von 1,5 bis 7 cm auf und sind 15 bis 120 mm lang. Sie enthalten 20 bis 100 Samen, die geflügelt oder ungeflügelt sein können.

## Systematik

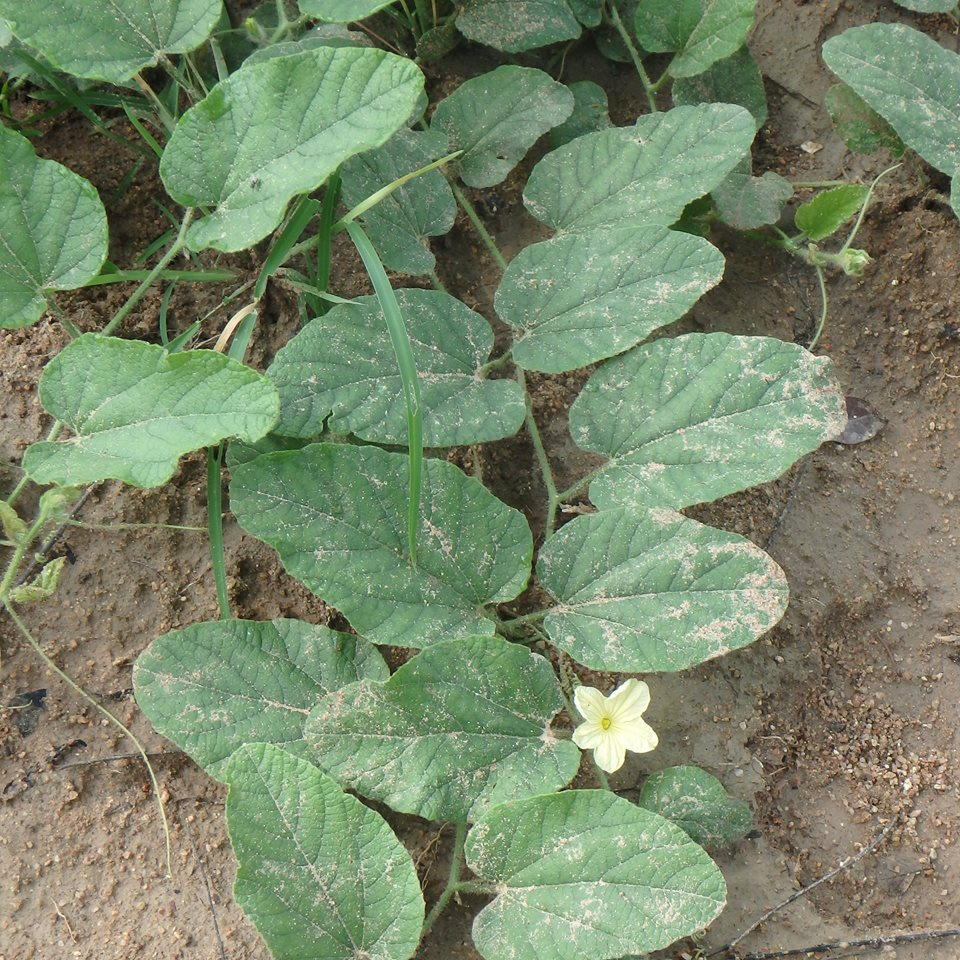
Untergattung Humifructus: Cucumis hirsutus

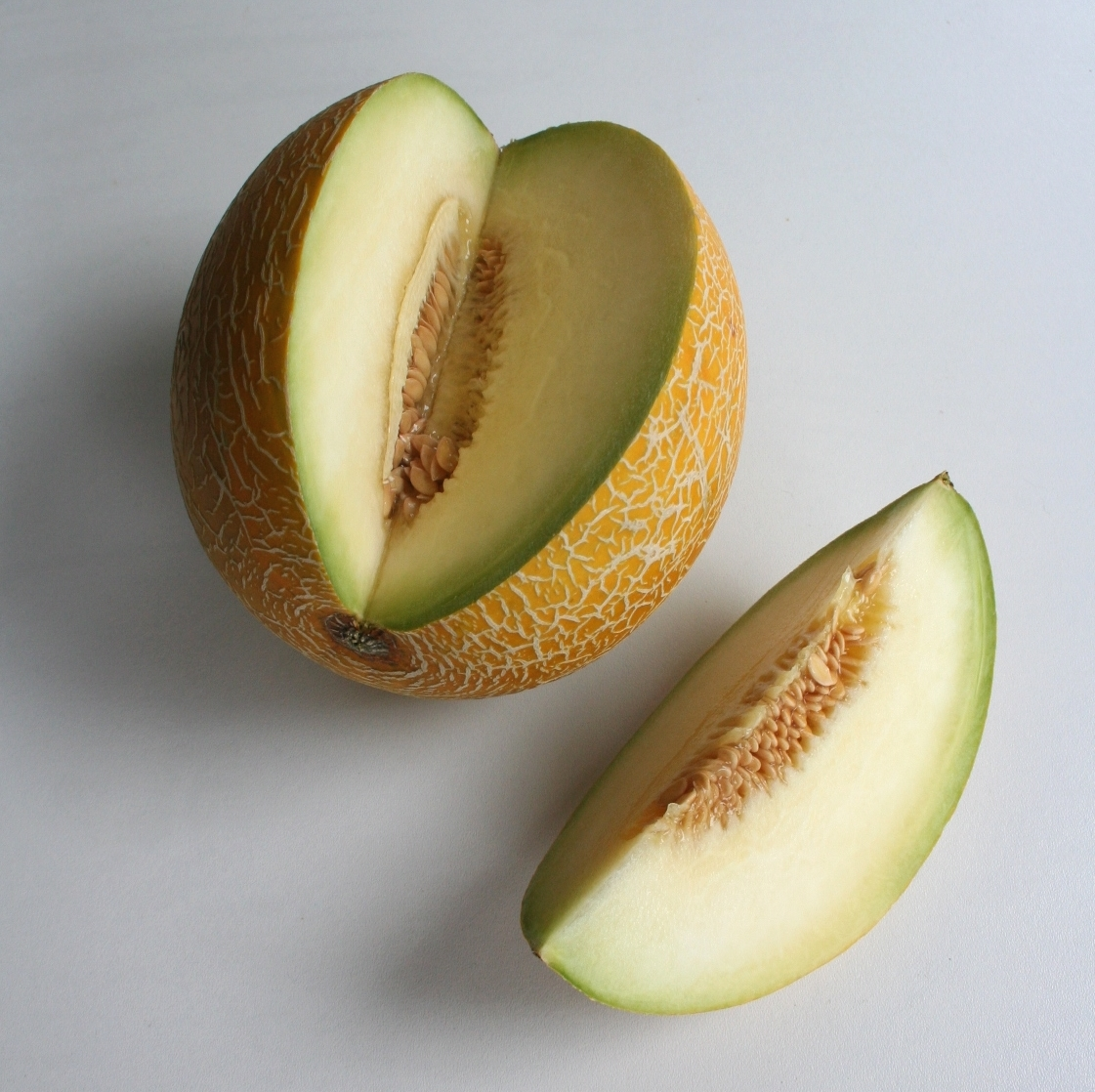
Untergattung Cucumis Sektion Cucumis: Zuckermelone (Cucumis melo)

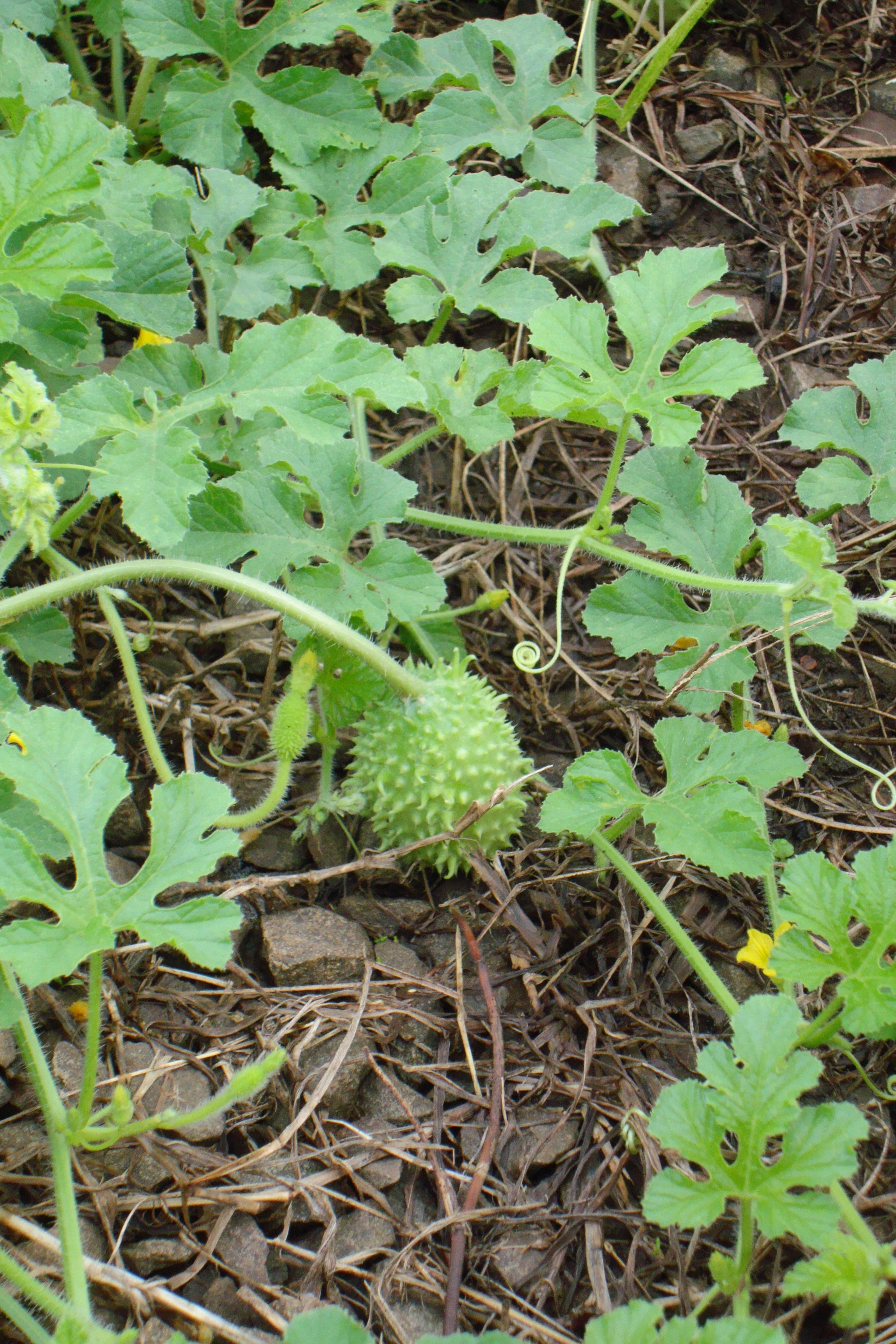
Untergattung Cucumis Sektion Aculeatosi: Cucumis anguria

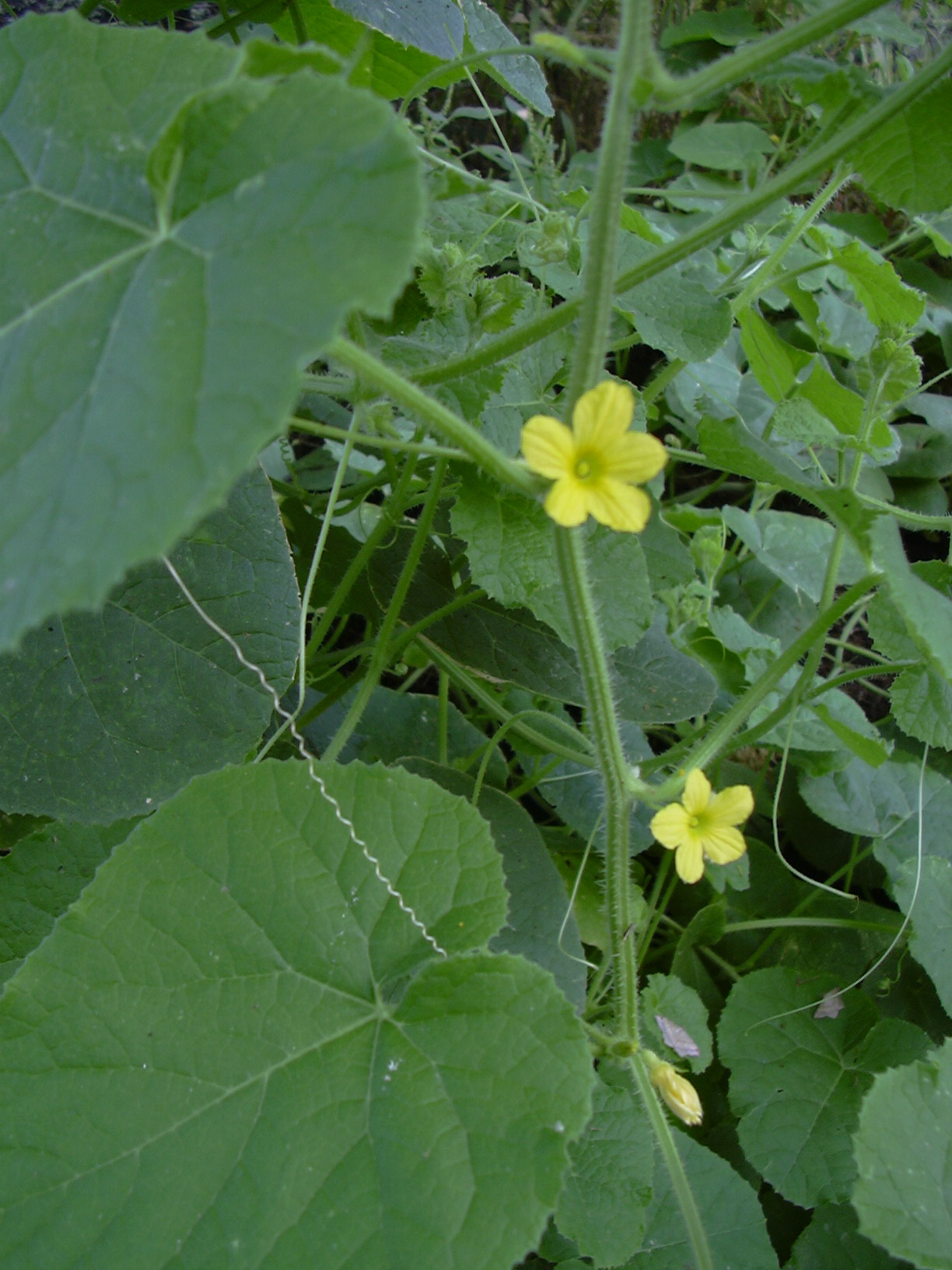
Untergattung Cucumis Sektion Aculeatosi: Cucumis dipsaceus

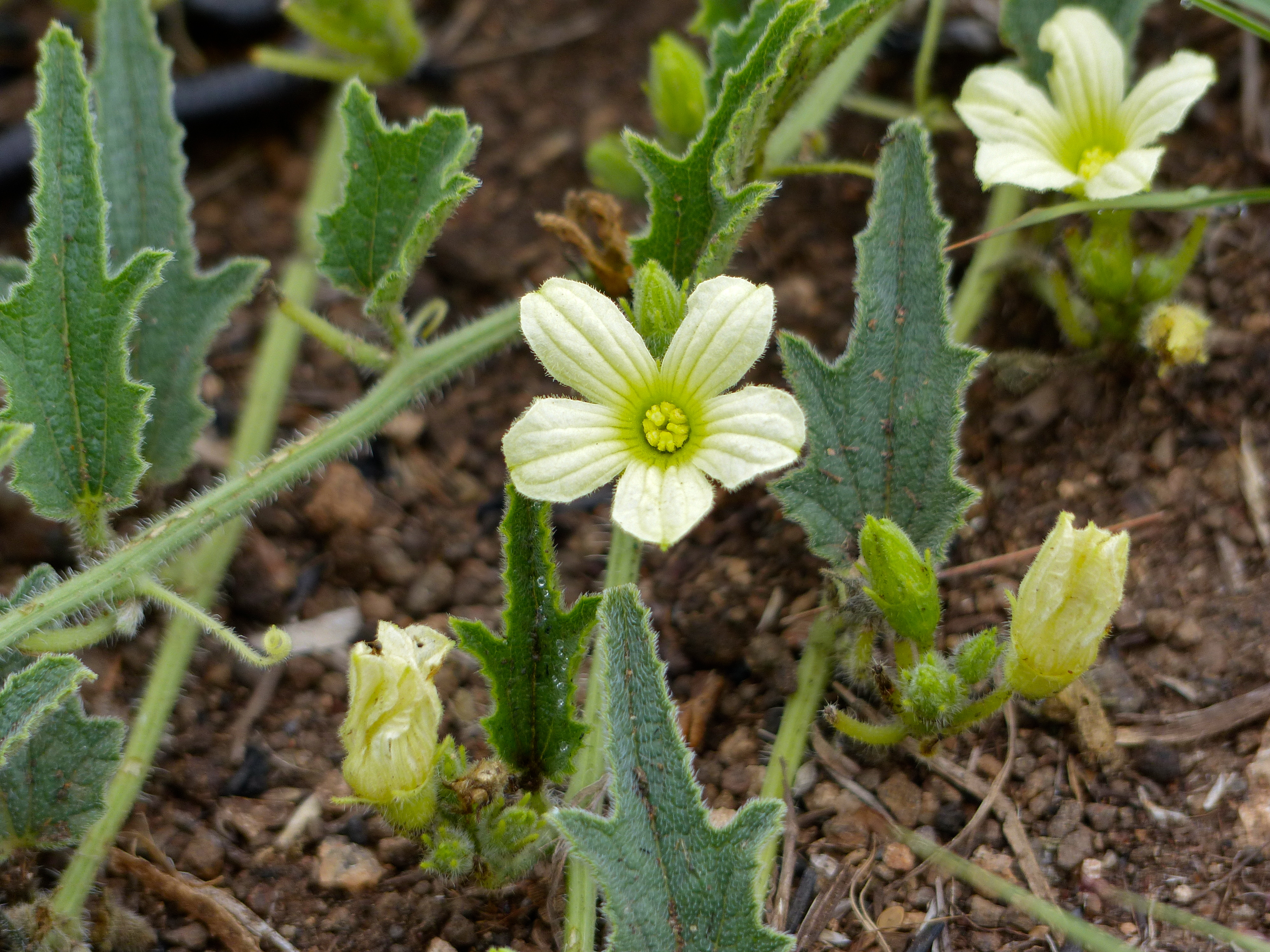
Untergattung Cucumis Sektion Aculeatosi: Cucumis zeyheri

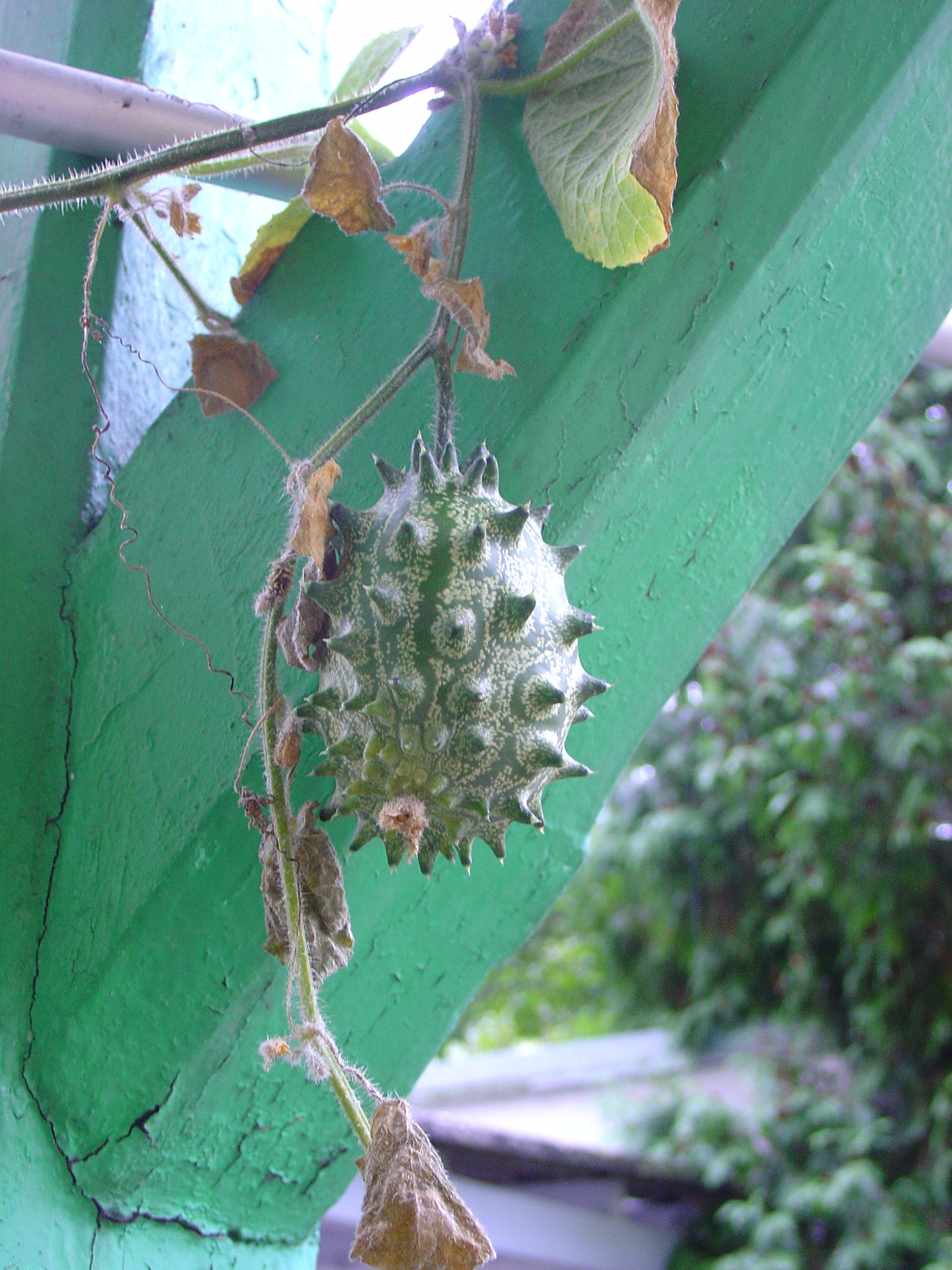
Untergattung Cucumis Sektion Metuliferi: Horngurke (Cucumis metuliferus)

DNA-Sequenzanalysen zeigten im Jahr 2006, dass die Gattung  Cucumis im damaligen Umfang paraphyletisch war, da die Gattungen Cucumella, Dicoelospermum, Mukia, Myrmecosicyos und Oreosyce innerhalb der Gattung Cucumis lagen. Ein Jahr später hat Hanno Schäfer die Arten dieser Gattungen auch formal in die Gattung Cucumis überführt und folgende Neugliederung der Gattung vorgenommen, die somit 52 Arten umfasst:
- Untergattung Humifructus H.Schaef.
  - Serie Humifructosi J.H.Kirkbr.
    - Cucumis hirsutus Sond.: Sie kommt im tropischen und im südlichen Afrika vor.[3]
    - Cucumis humifructus Stent: Sie kommt im tropischen und im südlichen Afrika vor.[3]
- Untergattung Cucumis
  - Sektion Cucumis
    - Cucumis gracilis (Kurz) Ghebret. & Thulin: Sie kommt in Thailand und in Myanmar vor.[3]
    - Cucumis hystrix Chakrav.: Sie kommt in Indien, Thailand, Myanmar und in Yunnan vor.[3]
    - Cucumis javanicus (Miq.) Ghebret. & Thulin: Sie kommt im tropischen Asien, in Taiwan und in China vor.[3]
    - Cucumis leiospermus (Wight & Arn.) Ghebret. & Thulin: Sie kommt in Sri Lanka vor.[3]
    - Cucumis maderaspatanus L.: Sie kommt in Asien, Afrika und Australien vor.[3]
    - Zuckermelone (Cucumis melo L.)
    - Cucumis ritchiei (C.B.Clarke) Ghebret. & Thulin: Sie kommt in Indien vor.[3]
    - Cucumis rumphianus (Scheff.) H.Schaef.: Sie kommt in Indonesien und in Neuguinea vor.[3]
    - Gurke (Cucumis sativus L.)

  - Sektion Aculeatosi J.H.Kirkbr.
    - Cucumis aculeatus Cogn.: Sie kommt in Äthiopien, Kenia, Tansania, Uganda, Ruanda und Zaire vor.[3]
    - Cucumis africanus L. f.: Sie kommt im südlichen Afrika vor.[3]
    - Cucumis anguria L.: Die Heimat ist Afrika. Sie kommt aber auch in Australien, Madagaskar, in Mexiko, Florida, in der Karibik, in Mittel- und in Südamerika vor.[3]
    - Cucumis baladensis Thulin: Sie kommt in Somalia vor.[3]
    - Cucumis canoxyi Thulin & Al-Gifri: Sie kommt im Jemen und in Oman vor.[3]
    - Cucumis carolinus J.H.Kirkbr.: Sie kommt in Äthiopien und in Kenia vor.[3]
    - Cucumis dipsaceus Ehrenb. ex Spach: Sie kommt ursprünglich in Afrika und in Arabien vor.[3]
    - Cucumis ficifolius A.Rich.: Sie kommt in Äthiopien, Eritrea, Kenia, Tansania, Uganda, Ruanda und Zaire vor.[3]
    - Cucumis hastatus Thulin: Sie kommt in Somalia vor.[3]
    - Cucumis heptadactylus Naudin: Sie kommt in Südafrika vor.[3]
    - Cucumis insignis C.Jeffrey (Syn.: Cucumis prolatior J.H.Kirkbr.): Sie kommt in Äthiopien und in Kenia vor.[3]
    - Cucumis jeffreyanus Thulin: Die Heimat ist Äthiopien und Eritrea, sie kommt aber auch in Kenia vor.[3]
    - Cucumis kalahariensis A.Meeuse: Sie kommt in Botswana, Namibia und im Nordkap vor.[3]
    - Cucumis meeusei C.Jeffrey: Sie kommt in Botswana, Namibia und im Nordkap vor.[3]
    - Cucumis messorius (C.Jeffrey) Ghebret. & Thulin: Sie kommt in Kenia vor.[3]
    - Cucumis myriocarpus Naudin: Sie kommt in zwei Unterarten im südlichen Afrika vor und ist in Australien ein Neophyt.[3]
    - Cucumis prophetarum L.: Sie kommt in zwei Unterarten in Afrika, in Arabien, Westasien, Indien und in Pakistan vor.[3]
    - Cucumis pubituberculatus Thulin: Sie kommt in Somalia vor.[3]
    - Cucumis pustulatus Hook. f.: Sie kommt im tropischen Afrika und in Arabien vor.[3]
    - Cucumis quintanilhae R. Fern. & A.Fern.: Sie kommt in Simbabwe und in Limpopo vor.[3]
    - Cucumis rigidus E. Mey. ex Sond.: Sie kommt in Namibia und im Nordkap vor.[3]
    - Cucumis thulinianus J.H.Kirkbr.: Sie kommt in Somalia vor.[3]
    - Cucumis zeyheri Sond.: Sie kommt im südlichen tropischen und im südlichen Afrika vor.[3]

  - Sektion Sagittati H.Schaef.
    - Cucumis globosus C. Jeffrey: Sie kommt in Tansania vor.[3]
    - Cucumis sagittatus Peyr.: Sie kommt in Namibia, Angola und im Nordkap vor.[3]

  - Sektion Metuliferi (J.H.Kirkbr.) H.Schaef.
    - Horngurke oder Kiwano (Cucumis metuliferus E.Mey. ex Naudin)
    - Cucumis rostratus J.H.Kirkbr.: Sie kommt in der Elfenbeinküste und in Nigeria vor.[3]
    - Cucumis sacleuxii Pailleux & Bois: Sie kommt in Kenia, Uganda, Tansania, Zaire und in Madagaskar vor.[3]

  - Sektion Cucumella (Chiov.) H.Schaef.
    - Cucumis aëtheocarpus (C.Jeffrey) Ghebret. & Thulin: Sie kommt in Tansania und in Mosambik vor.[3]
    - Cucumis asper Cogn.: Sie kommt in Namibia vor.[3]
    - Cucumis bryoniifolius (Merxm.) Ghebret. & Thulin: Sie kommt im östlichen und südlichen tropischen Afrika und in Transvaal vor.[3]
    - Cucumis cinereus (Cogn.) Ghebret. & Thulin: Sie kommt im östlichen und südlichen tropischen Afrika, in Transvaal und in Madagaskar vor.[3]
    - Cucumis clavipetiolatus (J.H.Kirkbr.) Ghebret. & Thulin: Sie kommt in Namibia vor.[3]
    - Cucumis engleri (Gilg) Ghebret. & Thulin: Sie kommt in Kenia vor.[3]
    - Cucumis indicus Ghebret. & Thulin: Sie kommt in Indien vor.[3]
    - Cucumis kelleri (Cogn.) Ghebret. & Thulin: Sie kommt in Äthiopien, Somalia und Kenia vor.[3]
    - Cucumis kirkbridei Ghebret. & Thulin (Syn.: Cucumis kirkbrideana H.Schaef.): Sie kommt im tropischen Afrika vor.[3]
    - Cucumis reticulatus (A.Fern. & R.Fern.) Ghebret. & Thulin: Sie kommt in Angola vor.[3]
    - Cucumis silentvalleyi (Manilal et al.) Ghebret. & Thulin: Sie kommt im indischen Bundesstaat Kerala vor.[3]
    - Cucumis subsericeus Hook. f. (Syn.: Cucumis oreosyce H.Schaef.): Sie kommt im tropischen und im südlichen Afrika und außerdem in Madagaskar vor.[3]